# 林駅 (石川県)
林駅（はやしえき）は、石川県小松市林町に存在した北陸鉄道粟津線（加南線）の駅である。1962年（昭和37年）に廃駅となった。

## 歴史
- 時期不詳：温泉電軌の駅として開業。
- 1943年（昭和18年）10月13日：合併により北陸鉄道の駅となる。
- 1962年（昭和37年）11月23日：粟津線廃止により廃駅。

## 駅構造
片面ホーム1面1線の無人駅。

## 廃止後
駅跡は道路となっている。

## 隣の駅
北陸鉄道
粟津線
粟津温泉駅 - 林駅 - 下粟津駅